# Правильный 10-симплекс
| Правильный 10-симплекс | Правильный 10-симплекс          |
| ---------------------- | ------------------------------- |
|                        |                                 |
| Тип                    | Правильный десятимерный политоп |
| Символ Шлефли          | {3,3,3,3,3,3,3,3,3}             |
| 9-мерных ячеек         | 11                              |
| 8-мерных ячеек         | 55                              |
| 7-мерных ячеек         | 165                             |
| 6-мерных ячеек         | 330                             |
| 5-мерных ячеек         | 462                             |
| 4-мерных ячеек         | 462                             |
| Ячеек                  | 330                             |
| Граней                 | 165                             |
| Рёбер                  | 55                              |
| Вершин                 | 11                              |
| Вершинная фигура       | Правильный 9-симплекс           |
| Двойственный политоп   | Он же (самодвойственный)        |

Правильный 10-симплекс, или гендекаксеннон, или гендека-10-топ — правильный самодвойственный десятимерный политоп. Имеет 11 вершин, 55 рёбер, 165 граней - правильных треугольников, 330 правильнотетраэдрических ячеек, 462 пятиячейниковых 4-ячейки, 462 5-ячейки, имеющих форму правильного 5-симплекса, 330 6-ячеек, имеющих форму правильного 6-симплекса, 165 7-ячеек, имеющих форму правильного 7-симплекса, 55 8-ячеек, имеющих форму правильного 8-симплекса и 11 9-ячеек, имеющих форму правильного 9-симплекса. Его двугранный угол равен arccos(0,1), то есть примерно 84,26°.

## Координаты
Правильный 10-сипмлекс можно разместить в Декартовой системе координат следующим образом (длина ребра тела равна 2 и центр приходится на начало координат):
{\displaystyle \left({\sqrt {1/55}},\ {\sqrt {1/45}},\ 1/6,\ {\sqrt {1/28}},\ {\sqrt {1/21}},\ {\sqrt {1/15}},\ {\sqrt {1/10}},\ {\sqrt {1/6}},\ {\sqrt {1/3}},\ \pm 1\right)}
{\displaystyle \left({\sqrt {1/55}},\ {\sqrt {1/45}},\ 1/6,\ {\sqrt {1/28}},\ {\sqrt {1/21}},\ {\sqrt {1/15}},\ {\sqrt {1/10}},\ {\sqrt {1/6}},\ -2{\sqrt {1/3}},\ 0\right)}
{\displaystyle \left({\sqrt {1/55}},\ {\sqrt {1/45}},\ 1/6,\ {\sqrt {1/28}},\ {\sqrt {1/21}},\ {\sqrt {1/15}},\ {\sqrt {1/10}},\ -{\sqrt {3/2}},\ 0,\ 0\right)}
{\displaystyle \left({\sqrt {1/55}},\ {\sqrt {1/45}},\ 1/6,\ {\sqrt {1/28}},\ {\sqrt {1/21}},\ {\sqrt {1/15}},\ -2{\sqrt {2/5}},\ 0,\ 0,\ 0\right)}
{\displaystyle \left({\sqrt {1/55}},\ {\sqrt {1/45}},\ 1/6,\ {\sqrt {1/28}},\ {\sqrt {1/21}},\ -{\sqrt {5/3}},\ 0,\ 0,\ 0,\ 0\right)}
{\displaystyle \left({\sqrt {1/55}},\ {\sqrt {1/45}},\ 1/6,\ {\sqrt {1/28}},\ -{\sqrt {12/7}},\ 0,\ 0,\ 0,\ 0,\ 0\right)}
{\displaystyle \left({\sqrt {1/55}},\ {\sqrt {1/45}},\ 1/6,\ -{\sqrt {7/4}},\ 0,\ 0,\ 0,\ 0,\ 0,\ 0\right)}
{\displaystyle \left({\sqrt {1/55}},\ {\sqrt {1/45}},\ -4/3,\ 0,\ 0,\ 0,\ 0,\ 0,\ 0,\ 0\right)}
{\displaystyle \left({\sqrt {1/55}},\ -3{\sqrt {1/5}},\ 0,\ 0,\ 0,\ 0,\ 0,\ 0,\ 0,\ 0\right)}
{\displaystyle \left(-{\sqrt {20/11}},\ 0,\ 0,\ 0,\ 0,\ 0,\ 0,\ 0,\ 0,\ 0\right)}